# Knocked Out Loaded
Knocked Out Loaded é o vigésimo quarto álbum de estúdio do cantor Bob Dylan, lançado a 14 de Julho de 1986.
Apesar do álbum não ter recebido boas críticas, a faixa "Brownsville Girl" que foi escrita juntamente com Sam Shepard, foi considerada uma das melhores músicas de Bob Dylan.
O disco atingiu o nº 54 da Billboard 200.

## Faixas
1. "You Wanna Ramble" (Little Junior Parker) – 3:14
2. "They Killed Him" (Kris Kristofferson) – 4:00
3. "Driftin' Too Far From Shore" (Bob Dylan) – 3:39
4. "Precious Memories" (Trad. Arr. Bob Dylan) – 3:13
5. "Maybe Someday" (Bob Dylan) – 3:17
6. "Brownsville Girl" (Bob Dylan, Sam Shepard) – 11:00
7. "Got My Mind Made Up" (Bob Dylan, Tom Petty) – 2:53
8. "Under Your Spell" (Bob Dylan, Carole Bayer Sager) – 3:58

## Créditos
- Bob Dylan – Guitarra, harmónica, teclados, vocal
- Mike Berment – Bateria
- Peggie Blu – Vocal de apoio
- Majason Bracey – Vocal de apoio
- Clem Burke – Bateria
- T-Bone Burnett – Guitarra
- Mike Campbell – Guitarra
- Carolyn Dennis – Vocal de apoio
- Steve Douglas – Saxofone
- Howie Epstein – Baixo
- Anton Fig – Bateria
- Lara Firestone – Vocal de apoio
- Milton Gabriel – Bateria
- Keysha Gwin – Vocal de apoio
- Don Heffington – Bateria
- Muffy Hendrix – Vocal de apoio
- April Hendrix-Haberlan – Vocal de apoio
- Ira Ingber – Guitarra
- James Jamerson, Jr. – Baixo
- Dewey B. Jones II – Vocal de apoio
- Phil Jones – Congas
- Al Kooper – Teclados
- Stan Lynch – Bateria
- Steve Madaio – Trompete
- Queen Esther Marrow – Vocal de apoio
- Larry Mayhand – Vocal de apoio
- John McKenzie – Baixo
- Vince Melamed – Teclados
- Larry Meyers – Bandolim
- Angel Newell – Vocal de apoio
- Herbert Newell – Vocal de apoio
- John Paris – Baixo
- Bryan Parris – Bateria
- Al Perkins – Guitarra
- Tom Petty – Guitarra
- Crystal Pounds – Vocal de apoio
- Raymond Lee Pounds – Bateria
- Madelyn Quebec – Vocal de apoio
- Vito San Filippo – Baixo
- Carl Sealove – Baixo
- Patrick Seymour – Teclados
- Jack Sherman – Guitarra
- Daina Smith – Vocal de apoio
- Maia Smith – Vocal
- Medena Smith – Vocal de apoio
- Dave Stewart – Guitarra
- Benmont Tench – Teclados
- Annette May Thomas – Vocal de apoio
- Damien Turnbough – Vocal de apoio
- Ronnie Wood – Guitarra
- Chyna Wright – Vocal de apoio
- Elesecia Wright – Vocal de apoio
- Tiffany Wright – Vocal de apoio